# Campionati mondiali di sci nordico 2007
I Campionati mondiali di sci nordico 2007 furono la quarantaseiesima edizione della manifestazione e si svolsero dal 22 febbraio al 4 marzo 2007 a Sapporo, in Giappone.
Furono assegnati diciotto titoli.
Rispetto all'edizione precedente furono introdotte alcune variazioni nel programma: nel salto con gli sci si tornò a disputare una sola gara a squadre dal trampolino lungo (come già a Val di Fiemme 2003) anziché una dal trampolino normale e una dal trampolino lungo; nello sci di fondo le due gare sprint individuali, maschile e femminile, furono disputate a tecnica classica anziché a tecnica libera, come già era avvenuto in sede olimpica a Torino 2006.

## Paesi partecipanti
- Andorra (1)
- Armenia (5)
- Australia (8)
- Austria (22)
- Belgio (1)
- Bielorussia (12)
- Brasile (3)
- Bulgaria (2)
- Canada (18)
- Cina (11)

- Corea del Sud (6)
- Croazia (2)
- Danimarca (1)
- Estonia (13)
- Etiopia (1)
- Finlandia (29)
- Francia (19)
- Germania (31)
- Giappone (24)
- Gran Bretagna (1)

- Grecia (5)
- Irlanda (1)
- Israele (2)
- Italia (19)
- Kazakistan (28)
- Kenya (1)
- Kirghizistan (2)
- Lettonia (3)
- Liechtenstein (1)
- Lituania (1)
- Lussemburgo (1)

- Macedonia (4)
- Norvegia (33)
- Nuova Zelanda (3)
- Polonia (8)
- Portogallo (1)
- Rep. Ceca (8)
- Romania (2)
- Russia (32)
- Slovacchia (8)

- Slovenia (15)
- Sudafrica (1)
- Spagna (2)
- Stati Uniti (19)
- Svezia (18)
- Svizzera (22)
- Turchia (3)
- Ucraina (14)
- Ungheria (5)

## Risultati

### Uomini

#### Combinata nordica

##### Sprint
| Posizione | Atleta           | Nazione   | Tempo   |
| --------- | ---------------- | --------- | ------- |
| 1         | Hannu Manninen   | Finlandia | 17:40,2 |
| 2         | Magnus Moan      | Norvegia  | 17:40,5 |
| 3         | Björn Kircheisen | Germania  | 18:09,7 |
| 4         | Anssi Koivuranta | Finlandia | 18:15,4 |
| 5         | Felix Gottwald   | Austria   | 18:32,3 |
| 6         | Petter Tande     | Norvegia  | 18:38,1 |

23 febbraio

Trampolino: Ōkurayama K120

Fondo: 7,5 km

##### Individuale
| Posizione | Atleta           | Nazione     | Tempo   |
| --------- | ---------------- | ----------- | ------- |
| 1         | Ronny Ackermann  | Germania    | 38:35,6 |
| 2         | Bill Demong      | Stati Uniti | 38:44,1 |
| 3         | Anssi Koivuranta | Finlandia   | 38:44,3 |
| 4         | Christoph Bieler | Austria     | 39:34,9 |
| 5         | Felix Gottwald   | Austria     | 39:42,8 |
| 6         | Hannu Manninen   | Finlandia   | 39:51,6 |

3 marzo

Trampolino: Miyanomori K90

Fondo: 15 km

##### Gara a squadre
| Posizione | Nazione   | Atleti                                                              | Tempo   |
| --------- | --------- | ------------------------------------------------------------------- | ------- |
| 1         | Finlandia | Anssi Koivuranta Janne Ryynänen Jaakko Tallus Hannu Manninen        | 49:14,9 |
| 2         | Germania  | Sebastian Haseney Ronny Ackermann Tino Edelmann Björn Kircheisen    | 49:43,3 |
| 3         | Norvegia  | Håvard Klemetsen Espen Rian Petter Tande Magnus Moan                | 50:26,9 |
| 4         | Austria   | Christoph Bieler David Kreiner Mario Stecher Felix Gottwald         | 50:27,3 |
| 5         | Svizzera  | Ronny Heer Andreas Hurschler Seppi Hurschler Ivan Rieder            | 52:56,7 |
| 6         | Francia   | Mathieu Martinez François Braud Maxime Laheurte Jason Lamy-Chappuis | 53:24,7 |

25 febbraio

Trampolino: Ōkurayama K120

Fondo: 4x5 km

#### Salto con gli sci

##### Trampolino normale
| Posizione | Atleta             | Nazione  | Punti |
| --------- | ------------------ | -------- | ----- |
| 1         | Adam Małysz        | Polonia  | 277,0 |
| 2         | Simon Ammann       | Svizzera | 255,5 |
| 3         | Thomas Morgenstern | Austria  | 254,5 |
| 4         | Roar Ljøkelsøy     | Norvegia | 246,5 |
| 5         | Andreas Küttel     | Svizzera | 244,0 |
| 6         | Andreas Kofler     | Austria  | 243,0 |

3 marzo

Trampolino: Miyanomori K90

##### Trampolino lungo
| Posizione | Atleta             | Nazione   | Punti |
| --------- | ------------------ | --------- | ----- |
| 1         | Simon Ammann       | Svizzera  | 266,1 |
| 2         | Harri Olli         | Finlandia | 265,9 |
| 3         | Roar Ljøkelsøy     | Norvegia  | 262,9 |
| 4         | Adam Małysz        | Polonia   | 258,3 |
| 5         | Thomas Morgenstern | Austria   | 255,3 |
| 6         | Janne Ahonen       | Finlandia | 249,9 |

24 febbraio

Trampolino: Ōkurayama K120

##### Gara a squadre
| Posizione | Nazione   | Atleti                                                                  | Punti  |
| --------- | --------- | ----------------------------------------------------------------------- | ------ |
| 1         | Austria   | Wolfgang Loitzl Gregor Schlierenzauer Andreas Kofler Thomas Morgenstern | 1000,2 |
| 2         | Norvegia  | Tom Hilde Anders Bardal Anders Jacobsen Roar Ljøkelsøy                  | 953,3  |
| 3         | Giappone  | Shōhei Tochimoto Takanobu Okabe Daiki Itō Noriaki Kasai                 | 905,9  |
| 4         | Finlandia | Arttu Lappi Matti Hautamäki Harri Olli Janne Ahonen                     | 869,8  |
| 5         | Polonia   | Kamil Stoch Piotr Żyła Robert Mateja Adam Małysz                        | 857,2  |
| 6         | Russia    | Dmitrij Ipatov Il'ja Rosljakov Denis Kornilov Dmitrij Vasil'ev          | 849,5  |

25 febbraio

Trampolino: Ōkurayama K120

#### Sci di fondo

##### 15 km
| Posizione | Atleta           | Nazione     | Tempo   |
| --------- | ---------------- | ----------- | ------- |
| 1         | Lars Berger      | Norvegia    | 35:50,0 |
| 2         | Leanid Karnienka | Bielorussia | 36:25,8 |
| 3         | Tobias Angerer   | Germania    | 36:42,4 |
| 4         | Axel Teichmann   | Germania    | 37:04,6 |
| 5         | Aleksandr Legkov | Russia      | 37:06,4 |
| 6         | Franz Göring     | Germania    | 37:07,9 |

28 febbraio

Tecnica libera

##### 50 km
| Posizione | Atleta              | Nazione    | Tempo     |
| --------- | ------------------- | ---------- | --------- |
| 1         | Odd-Bjørn Hjelmeset | Norvegia   | 2:20:12,6 |
| 2         | Frode Estil         | Norvegia   | 2:20:13,0 |
| 3         | Jens Filbrich       | Germania   | 2:20:17,1 |
| 4         | Tobias Angerer      | Germania   | 2:20:23,1 |
| 5         | Lukáš Bauer         | Rep. Ceca  | 2:20:25,7 |
| 6         | Martin Bajčičák     | Slovacchia | 2:20:53,6 |

4 marzo

Tecnica classica

Partenza in linea

##### Sprint
| Posizione | Atleta              | Nazione     |
| --------- | ------------------- | ----------- |
| 1         | Jens Arne Svartedal | Norvegia    |
| 2         | Mats Larsson        | Svezia      |
| 3         | Eldar Rønning       | Norvegia    |
| 4         | Björn Lind          | Svezia      |
| 5         | Andrew Newell       | Stati Uniti |
| 6         | Emil Jönsson        | Svezia      |

22 febbraio

Tecnica classica

##### Inseguimento 30 km
| Posizione | Atleta                | Nazione  | Tempo     |
| --------- | --------------------- | -------- | --------- |
| 1         | Axel Teichmann        | Germania | 1:11:35,8 |
| 2         | Tobias Angerer        | Germania | 1:11:36,3 |
| 3         | Pietro Piller Cottrer | Italia   | 1:11:36,7 |
| 4         | Jens Filbrich         | Germania | 1:11:39,0 |
| 5         | Petter Northug        | Norvegia | 1:11:44,0 |
| 6         | Aleksandr Legkov      | Russia   | 1:11:45,3 |

24 febbraio

15 km a tecnica classica + 15 km a tecnica libera

##### Sprint a squadre
| Posizione | Nazione   | Atleti                          |
| --------- | --------- | ------------------------------- |
| 1         | Italia    | Renato Pasini Cristian Zorzi    |
| 2         | Russia    | Nikolaj Morilov Vasilij Ročev   |
| 3         | Rep. Ceca | Milan Šperl Dušan Kožíšek       |
| 4         | Germania  | Tobias Angerer Axel Teichmann   |
| 5         | Polonia   | Maciej Kreczmer Janusz Krężelok |
| 6         | Canada    | Devon Kershaw Drew Goldsack     |

23 febbraio

6 frazioni a tecnica libera

##### Staffetta 4x10 km
| Posizione | Nazione   | Atleti                                                                 | Tempo     |
| --------- | --------- | ---------------------------------------------------------------------- | --------- |
| 1         | Norvegia  | Eldar Rønning Odd-Bjørn Hjelmeset Lars Berger Petter Northug           | 1:30:49,2 |
| 2         | Russia    | Nikolaj Pankratov Vasilij Ročev Aleksandr Legkov Evgenij Dement'ev     | 1:30:52,4 |
| 3         | Svezia    | Martin Larsson Mathias Fredriksson Marcus Hellner Anders Södergren     | 1:30:52,7 |
| 4         | Germania  | Jens Filbrich Franz Göring Tobias Angerer Axel Teichmann               | 1:31:39,7 |
| 5         | Francia   | Jean-Marc Gaillard Vincent Vittoz Emmanuel Jonnier Alexandre Rousselet | 1:32:15,0 |
| 6         | Finlandia | Ville Nousiainen Sami Jauhojärvi Juha Lallukka Teemu Kattilakoski      | 1:32:55,5 |

2 marzo

2 frazioni a tecnica classica + 2 frazioni a tecnica libera

### Donne

#### Sci di fondo

##### 10 km
| Posizione | Atleta                  | Nazione   | Tempo   |
| --------- | ----------------------- | --------- | ------- |
| 1         | Kateřina Neumannová     | Rep. Ceca | 23:58,4 |
| 2         | Ol'ga Zav'jalova        | Russia    | 24:24,9 |
| 3         | Arianna Follis          | Italia    | 24:28,6 |
| 4         | Kristin Størmer Steira  | Norvegia  | 24:33,9 |
| 5         | Charlotte Kalla         | Svezia    | 24:41,9 |
| 6         | Evi Sachenbacher-Stehle | Germania  | 24:44,4 |

27 febbraio

Tecnica libera

##### 30 km
| Posizione | Atleta                 | Nazione   | Tempo     |
| --------- | ---------------------- | --------- | --------- |
| 1         | Virpi Kuitunen         | Finlandia | 1:29:47,1 |
| 2         | Kristin Størmer Steira | Norvegia  | 1:29:54,0 |
| 3         | Therese Johaug         | Norvegia  | 1:31:09,9 |
| 4         | Aino-Kaisa Saarinen    | Finlandia | 1:31:30,1 |
| 5         | Petra Majdič           | Slovenia  | 1:32:04,5 |
| 6         | Kristina Šmigun-Vähi   | Estonia   | 1:32:19,4 |

3 marzo

Tecnica classica

Partenza in linea

##### Sprint
| Posizione | Atleta                     | Nazione   |
| --------- | -------------------------- | --------- |
| 1         | Astrid Uhrenholdt Jacobsen | Norvegia  |
| 2         | Petra Majdič               | Slovenia  |
| 3         | Virpi Kuitunen             | Finlandia |
| 4         | Anna Olsson                | Svezia    |
| 5         | Madoka Natsumi             | Giappone  |
| 6         | Lina Andersson             | Svezia    |

22 febbraio

Tecnica classica

##### Inseguimento 15 km
| Posizione | Atleta                  | Nazione   | Tempo   |
| --------- | ----------------------- | --------- | ------- |
| 1         | Ol'ga Zav'jalova        | Russia    | 41:27,5 |
| 2         | Kateřina Neumannová     | Rep. Ceca | 41:28,0 |
| 3         | Kristin Størmer Steira  | Norvegia  | 41:29,6 |
| 4         | Evi Sachenbacher-Stehle | Germania  | 41:32,1 |
| 5         | Riitta-Liisa Roponen    | Finlandia | 41:51,5 |
| 6         | Aino-Kaisa Saarinen     | Finlandia | 41:52,4 |

25 febbraio

7,5 km a tecnica classica + 7,5 km a tecnica libera

##### Sprint a squadre
| Posizione | Nazione     | Atlete                                   |
| --------- | ----------- | ---------------------------------------- |
| 1         | Finlandia   | Riitta-Liisa Roponen Virpi Kuitunen      |
| 2         | Germania    | Evi Sachenbacher-Stehle Claudia Nystad   |
| 3         | Norvegia    | Astrid Uhrenholdt Jacobsen Marit Bjørgen |
| 4         | Svezia      | Britta Johansson Norgren Lina Andersson  |
| 5         | Kazakistan  | Oksana Jackaja Elena Kolomina            |
| 6         | Bielorussia | Viktorija Lopatina Vol'ha Vasilënak      |

23 febbraio

6 frazioni a tecnica libera

##### Staffetta 4x5 km
| Posizione | Nazione   | Atlete                                                                           | Tempo   |
| --------- | --------- | -------------------------------------------------------------------------------- | ------- |
| 1         | Finlandia | Virpi Kuitunen Aino-Kaisa Saarinen Riitta-Liisa Roponen Pirjo Muranen            | 54:18,6 |
| 2         | Germania  | Stefanie Böhler Viola Bauer Claudia Nystad Evi Sachenbacher-Stehle               | 54:30,5 |
| 3         | Norvegia  | Vibeke Skofterud Marit Bjørgen Kristin Størmer Steira Astrid Uhrenholdt Jacobsen | 54:34,3 |
| 4         | Svezia    | Anna Olsson Lina Andersson Charlotte Kalla Britta Johansson Norgren              | 54:50,3 |
| 5         | Rep. Ceca | Helena Erbenová Kamila Rajdlová Ivana Janečková Kateřina Neumannová              | 55:02,9 |
| 6         | Italia    | Magda Genuin Marianna Longa Sabina Valbusa Arianna Follis                        | 55:14,7 |

1º marzo

2 frazioni a tecnica classica + 2 frazioni a tecnica libera

## Medagliere per nazioni
| Posizione | Nazione     | Oro | Argento | Bronzo | Totale |
| --------- | ----------- | --- | ------- | ------ | ------ |
| 1         | Norvegia    | 5   | 4       | 7      | 16     |
| 2         | Finlandia   | 5   | 1       | 2      | 8      |
| 3         | Germania    | 2   | 4       | 3      | 9      |
| 4         | Russia      | 1   | 3       | 0      | 4      |
| 5         | Rep. Ceca   | 1   | 1       | 1      | 3      |
| 6         | Svizzera    | 1   | 1       | 0      | 2      |
| 7         | Italia      | 1   | 0       | 2      | 3      |
| 8         | Austria     | 1   | 0       | 1      | 2      |
| 9         | Polonia     | 1   | 0       | 0      | 1      |
| 10        | Svezia      | 0   | 1       | 1      | 2      |
| 11        | Bielorussia | 0   | 1       | 0      | 1      |
|           | Slovenia    | 0   | 1       | 0      | 1      |
|           | Stati Uniti | 0   | 1       | 0      | 1      |
| 14        | Giappone    | 0   | 0       | 1      | 1      |